# Aruba Golf Club
Aruba Golf Club is de oudste golfclub op Aruba.
De golfclub werd begin 1941 opgericht. De 9 holesbaan ligt aan de zuidoostelijke kust van het eiland. Hij is erg windgevoelig.
Na de Tweede Wereldoorlog werd hij veel bespeeld door de werknemers van de raffinaderijen, maar tegenwoordig ligt hij er verwaarloosd bij. Het is een woestijnbaan en door geldgebrek komst steeds meer van het oorspronkelijke woestijnzand in de baan. De greens zijn van zand en olie.
Voor het toerisme op Aruba zijn nieuwe golfbanen aangelegd. Tierra del Sol, de eerste 18 holesgolfbaan op Aruba, maakt deel uit van een resort en ligt aan de noordkust, waar minder wind is.